# 425
| 425                |
| ------------------ |
| Dødsfald - Fødsler |
|                    |

| Gregoriansk kalender | 425 CDXXV               |
| Ab urbe condita      | 1178                    |
| Armensk kalender     | I/T                     |
| Kinesiske kalender   | 3121 – 3122 甲子 – 乙丑 |
| Etiopisk kalender    | 417 – 418               |
| Jødisk kalender      | 4185 – 4186             |
| Hindukalendere       |                         |
| - Vikram Samvat      | 480 – 481               |
| - Shaka Samvat       | 347 – 348               |
| - Kali Yuga          | 3526 – 3527             |
| Iransk kalender      | 197 BP – 196 BP         |
| Islamisk kalender    | 203 BH – 202 BH         |

## Begivenheder

### Europa
- Situationen ved årets begyndelse var præget af opgøret mellem den selvudråbte vestromerske kejser Johannes og kejserfamilien i det Østromerske rige, hvor de overlevende medlemmer af den vestromerske kejserfamilie havde søgt tilflugt. En østromersk hær var på vej op gennem Balkan til Norditalien, ledet af generalerne Ardaburius og hans søn Aspar.
- Årets romerske consuler var i vest kejser Johannes, der blev brutalt afløst af kejser Valentinian, og i øst kejser Theodosius 2..
- General Ardaburius blev fanget og bragt til Ravenna. Johannes forsøgte at bruge ham som gidsel, men Ardaburius spredte misfornøjelse blandt forsvarerne og byen blev erobret af Aspar, og Johannes blev selv fanget.
- Johannes blev bragt til Aquileia og henrettet i sommeren 425.
- Kejser Johannes havde sendt generalen Aëtius til hunnerne for at hente lejetropper. Da Aëtius kom retur med hæren var han i stand til at opnå en aftale om at blive general i Gallien, mod til gengæld at sende hunnerne hjem.
- I Gallien havde den visigotiske kong Theoderik udyttet situationen til at indlede en belejring af den vigtige by Arles, men Aëtius besejrede ham (i 425 eller 426).[1]
- 23. oktober: Den seksårige Valentinian blev i Rom officielt kroner til kejser (augustus) over det vestromerske rige, med sin mor Galla Placidia som faktisk regent.

### Kultur
- Med dette år sluttede Olympiodoros af Theben sin beretning (på græsk) om romerrigets historie. Hans værk kendes kun i uddrag fra den senere patriark Fotios 1. af Konstantinopel, der refererede til det 400 år senere.
- I Konstantinopel grundlagdes det Auditorium, der ofte betegnes som verdens første statslige universitet. I 427-428 blev der gennemført love, der forbød lærere at undervise offentligt uden dets samtykke, og på den måde blev der et kristent monopol på højere undervisning i byen.[2]

## Dødsfald
- Johannes, oprørskejser i det vestromerske rige.